# Stachys cordifolia
Stachys cordifolia là một loài thực vật có hoa trong họ Hoa môi. Loài này được Prain miêu tả khoa học đầu tiên năm 1890.